# Jüdische Gemeinde Walsdorf

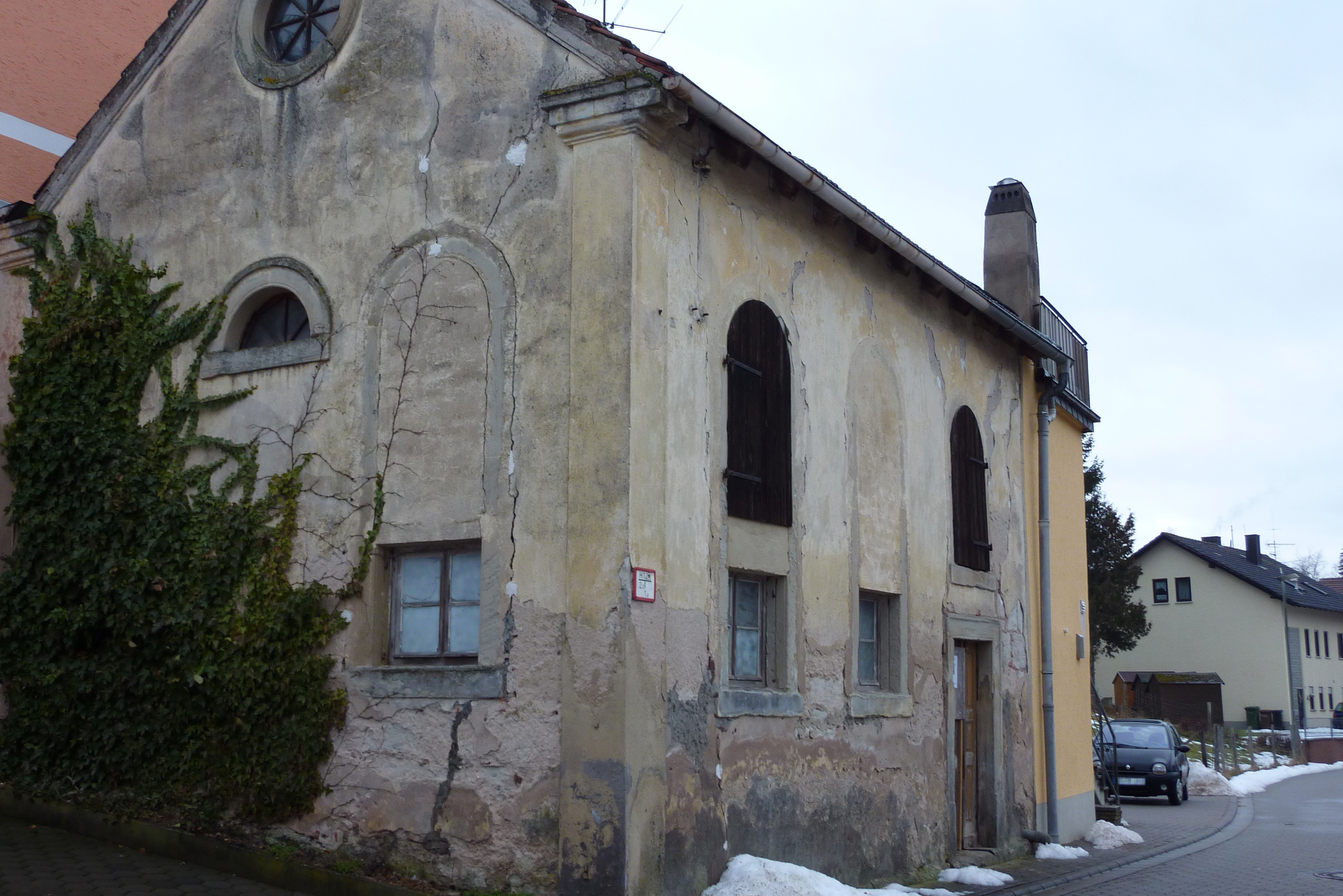
Gesamtansicht der ehemaligen Synagoge in Walsdorf (2010)

Eine jüdische Gemeinde in Walsdorf, einer Gemeinde im oberfränkischen Landkreis Bamberg, hat spätestens seit Anfang des 17. Jahrhunderts bestanden.

## Geschichte
Mit dem Pfandleiher Menlein Jud beginnt 1608 die erste schriftliche Überlieferung zur Geschichte der Juden in Walsdorf. Danach gibt es erst wieder im letzten Drittel des 17. Jahrhunderts Quellen, die acht jüdische Familien in Walsdorf für das Jahr 1672 belegen. Aufgrund der Teuerung kam es 1699 zu Übergriffen auf Juden im Hochstift Bamberg. Durch die Herren von Crailsheim wurden die über Walsdorf verstreut wohnenden Juden ab 1724 am Schafberg angesiedelt. 1792 zählte man 22 Familien jüdischen Glaubens in Walsdorf. Zur Zeit des Übergangs an Bayern 1804 wurden 28 Familien mit etwa 120 Familienangehörigen gezählt. Mitte des 19. Jahrhunderts verkleinerte sich wegen Aus- und Abwanderung jüdischer Familien die Gemeinde. Zum Teil zogen sie in die umliegenden Städte, andere wanderten nach Amerika aus. 1907 vereinigte sich die klein gewordene jüdische Gemeinde mit der von Trabelsdorf. Walsdorf gehörte zum Distriktsrabbinat Burgebrach.

## Gemeindeentwicklung
| Jahr | Gemeindemitglieder |
| ---- | ------------------ |
| 1740 | 12 Familien        |
| 1748 | 15 Familien        |
| 1764 | 18 Familien        |
| 1802 | 25 Familien        |
| 1825 | 98 Personen        |
| 1840 | 114 Personen       |
| 1852 | 83 Personen        |
| 1875 | 61 Personen        |
| 1880 | 53 Personen        |
| 1890 | 41 Personen        |
| 1900 | 31 Personen        |
| 1910 | 24 Personen        |
| 1925 | 17 Personen        |
| 1933 | 23 Personen        |

## Synagoge
Im Jahre 1731 genehmigte der Grundherr den Bau einer Synagoge, die 1732 errichtet wurde. Sie gehörte bis 1862 den Herren von Crailsheim und ging dann mit der Judenschule in das Eigentum der jüdischen Gemeinde über.

## Friedhof
Der jüdische Friedhof Walsdorf wurde vermutlich im 16. Jahrhundert angelegt und ist erstmals 1628/29 genannt. Der 70,10 ar große Friedhof besitzt ein 1742 erbautes Taharahaus. An ihm finden sich zwei Inschriftentafeln in hebräischer Schrift, die besagen, dass das Gebäude 1742 auf Kosten des Elieser Lippmann und seiner Frau erbaut worden ist.

## Nationalsozialistische Verfolgung
Im Jahr 1933 lebten noch 23 Juden in Walsdorf. Auf Grund der zunehmenden Repressalien und der Folgen des wirtschaftlichen Boykottes verließen in den folgenden Jahren 11 den Ort bzw. wanderten aus. Sieben jüdische Einwohner wurden im April 1942 nach Izbica deportiert. Die einzige von dieser Deportation verschonte Person, Rosa Karl, starb im September 1942 auf dem Transport nach Theresienstadt.
Das Gedenkbuch des Bundesarchivs verzeichnet 11 in Walsdorf geborene jüdische Bürger, die dem Völkermord des nationalsozialistischen Regimes zum Opfer fielen.